# Kanotslalom

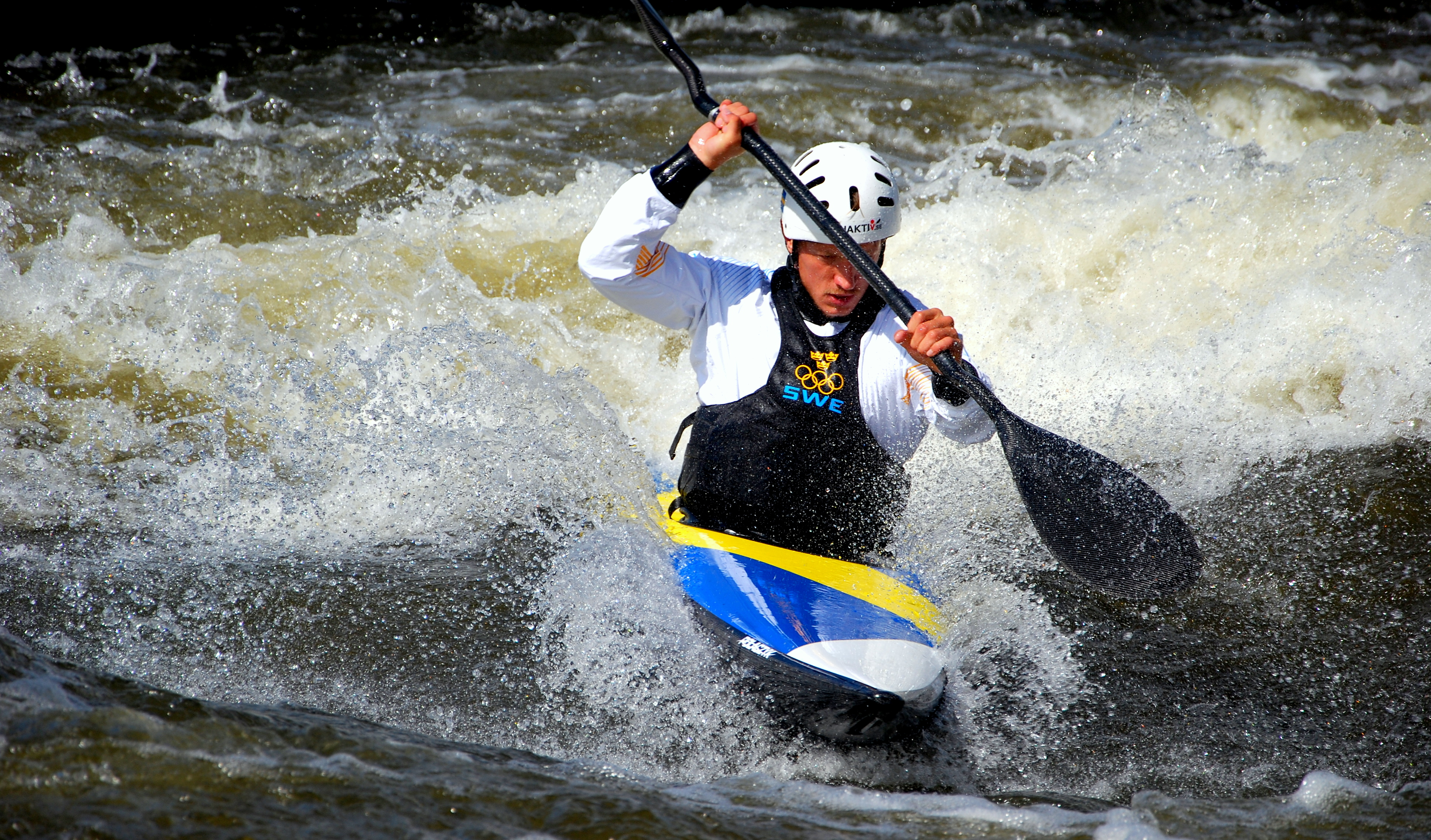
Isak Öhrström blev historisk som förste svensk någonsin att tävla på OS i kanotslalom 2016 i Brasilien.

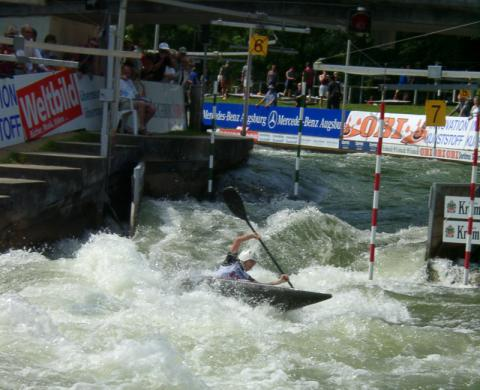
Världscupen i kanotslalom 2002 i Augsburg, damer

Kanotslalom är en olympisk tävlingssport som går ut på att föra en kanadensare eller kajak på snabbast tid genom portar som hänger över banan. Varje port består av två stänger som är antingen röda/vita eller gröna/vita, och portarna ska passeras i nummerordning. De röda portarna ska passeras uppströms och de gröna nedströms. Nuddar åkaren någon av käpparna får han eller hon ett tidstillägg på två sekunder. För att korrekt passera en port krävs att "hela huvudet och en del av kanoten" passerar mellan käpparna. Missar åkaren en port eller passerar genom porten åt fel håll får åkaren 50 sekunders tidstillägg.  Att passera en port med huvudet under vattnet räknas också som en missad port.
En tävlingsbana består av en cirka 250 meter lång fors med 18 till 25 portar som skall passeras i nummerordning.
Grönvita portar passeras nedströms. Sex eller sju portar passeras uppströms och är rödvita. Portkäpparna hänger cirka 25 cm över vattenytan. En port består av två käppar och är 120 till 350 cm bred.
En tävling består av två åk, där bästa åket räknas.
Majoriteten av de internationella topptävlingarna avgörs i konstgjorda forsarenor byggda speciellt för ändamålet. 2018 öppnade Falu Vildvattenpark - Nordens första konstgjorda arena för kanotslalom. Detta förespås bli ett stort lyft för idrotten i Sverige. 
Kanotslalom är en olympisk sport och har varit med i spelen 1972 och från 1992. I OS 2016 i Rio de Janeiro deltog för första gången en atlet från Sverige genom Isak Öhrström från Falu Kanotklubb. 
Det finns flera olika grenar inom sporten. K1 kallas grenen där paddlaren sitter ned i kajaken och paddlar med en dubbelpaddel. C1 kallas grenen där paddlaren sitter på knä i kanadensaren och paddlar med en enkelpaddel. Dessutom finns även C2 där två paddlare sitter i samma kanot. Alla olika grenar kan på tävling paddlas individuellt och i lag om tre kajaker/kanadensare.